# La aldea maldita
Pour plus de détails, voir Fiche technique et Distribution.
La aldea maldita (Le Village maudit) est un drame muet espagnol réalisé par Florián Rey, sorti en 1930. C'est le chef-d'œuvre inaugural du drame rural, genre caractéristique du cinéma espagnol (Déracinés, La Vengeance, La Chasse, L'Esprit de la ruche, Furtivos, Les Saints innocents...).

## Synopsis
Au début du XXe siècle, à Luján, un petit village castillan extrêmement pauvre, Juan de Castilla peine à survivre dans sa ferme, où il vit avec sa femme Acacia, son fils et son beau-père aveugle. Chaque année, les conditions météorologiques entraînent la perte des récoltes et la population est persuadée que le village est maudit, ce qui la pousse à l’exode. Juan affronte le propriétaire terrien, qu'il estime coupable de tout leurs malheurs. Lorsqu'il sort de prison, sa femme Acacia est partie, suivant l'exode et laissant leur fils au soin du grand-père. Quelques années passent, lors d'une soirée arrosée, Juan devenu contremaître retrouve Acacia en femme de petite vertu. 

## Fiche technique
- Réalisation : Florián Rey
- Scénario : Florián Rey
- Photographie : Alberto Arroyo
- Pays d'origine :  Espagne
- Durée : 75 minutes (version muette restaurée et présentée en 2022 au Festival Lumière)
- Date de sortie : 8 décembre 1930

## Distribution
- Carmen Viance : Acacia
- Pedro Larrañaga (es) : Juan
- Amelia Muñoz : Magdalena
- Pilar Torres : Fuensantica
- Ramón Meca : oncle Lucas
- Víctor Pastor : le grand-père
- Antonio Mata : Gañán
- Modesto Rivas : l'administrateur
- Pedro Pastor (es)
- José Baviera (es)

## Autour du film
Réalisé à l’époque de l’avènement du son, le film est tourné en deux versions : une sonore et une muette. Perdu pendant de nombreuses années, Le Village maudit n’est retrouvé que dans sa version muette. Florián Rey réalisera un remake de son propre film en 1942, sous le même titre.